# 碳酸钕
碳酸钕是一种无机化合物，化学式为Nd2(CO3)3。

## 制备
碳酸钕可以由三氯乙酸钕的水解得到：
2 Nd(C2Cl3O2)3 + 3 H2O → Nd2(CO3)3 + 6 CHCl3 + 3 CO2
另一种方法是用氯化钕和碳酸氢铵在水中反应。

## 化学性质
碳酸钕可溶于酸，放出二氧化碳：
Nd2(CO3)3 + 6 H+ → 2 Nd3+ + 3 H2O + 3 CO2↑
碳酸钕可以和碳酸铵、碳酸钠、碳酸钾形成配合物，这也就解释了为什么碳酸钕在这些碳酸盐的水溶液中的溶解度比纯水中的溶解度大。